# Juan Marichal
Juan Antonio Marichal Sánchez (Laguna Verde, Montecristi, 20 de octubre de 1937) es un ex lanzador dominicano que jugó en las Grandes Ligas de Béisbol (MLB). Apodado El Dandy Dominicano aunque posteriormente fue conocido como Manico y El Monstruo de la Laguna Verde Militó en los Gigantes de San Francisco la mayor parte de su carrera, Marichal era conocido por su alzamiento de la pierna izquierda al lanzar que utilizaba como táctica de control e intimidación. Marichal también jugó para los Medias Rojas de Boston y Los Angeles Dodgers en las dos últimas temporadas de su carrera. A pesar de que ganó más partidos que cualquier otro lanzador en la década de 1960, apareció en una sola Serie Mundial y era eclipsado a menudo por Sandy Koufax y Bob Gibson en los premios de postemporada. Marichal fue exaltado al Salón de la Fama del Béisbol en 1983.

## Carrera
El estilo de Juan Marichal fue reconocido como una de las mejores posiciones de picheo del béisbol moderno, con una patada alta con la pierna izquierda poniéndola casi de manera vertical (incluso más que Warren Spahn). Marichal mantenido esta forma de lanzar durante de toda su carrera, fotografías tomadas antes de su retiro muestran como resultado que la patada vertical solo disminuye ligeramente. La postura fue la clave de sus lanzamientos en la que él siempre fue capaz de ocultar el tipo de lanzamiento hasta que soltaba la pelota.
Marichal fue descubierto por el escogidista Ramfis Trujillo, hijo del entonces dictador dominicano Rafael Leónidas Trujillo. Ramfis fue el principal promotor del equipo de béisbol Aviación Dominicana de la Fuerza Aérea Dominicana en el que Marichal lanzó una vez en Montecristi dándole la victoria 2-1. Desde ese momento mismo en que terminó el juego, Marichal se hizo miembro oficial del equipo por órdenes de Ramfis.

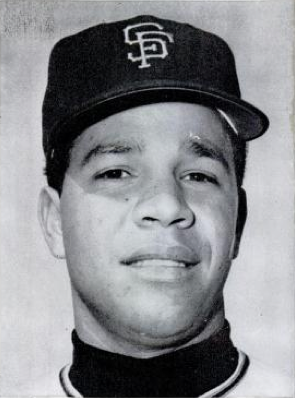
Marichal en 1962.

Marichal entró en las Grandes Ligas el 19 de julio de 1960, Gracias a sus aportes con el escogido, con los Gigantes de San Francisco como el segundo lanzador dominicano en la MLB. Impresionó inmediatamente: en su debut contra los Filis de Filadelfia, haciendo un no-hitter en las primeras ocho entradas solo recibiendo un sencillo con dos outs de Clay Dalrymple. Terminó con una blanqueada, un hit y ponchando a 12. Comenzó 10 juegos más esa temporada, terminando de 6-2 con una efectividad de 2.66. Mejoró significativamente con 13 y 18 victorias en las siguientes dos temporadas, respectivamente, antes de alcanzar finalmente las 20 victoria en 1963, cuando alcanzó un récord de 25-8 con 248 ponches y una efectividad de 2.41. Marichal gozó de igual éxito hasta la temporada de 1969, logrando más de 20 victorias en cada temporada, excepto en 1967 donde no alcanzó una efectividad superior a 2.76. Lideró la liga en victorias en 1963 y 1968 al ganar 26 juegos. Él y Sandy Koufax fueron los únicos dos lanzadores de la liga en tener una temporada con 25 o más victorias.
Marichal ganó más partidos durante la década de 1960 que cualquier otro lanzador de las Grandes Ligas, pero no recibió ningún voto para el Premio Cy Young hasta 1970, cuando los escritores de béisbol comenzaron a votar a favor de los tres primeros lanzadores de cada liga en lugar de uno por cada liga (hasta 1967, era solo el mejor lanzador en las Grandes Ligas en general). Marichal terminó entre los primeros 10 en efectividad siete años consecutivos, a partir de 1963 y culminando en 1969, año en que lideró la liga. Durante su carrera, también terminó entre los primeros 10 en ponches en seis ocasiones, entre los primeros 10 en entradas lanzadas en ocho ocasiones (liderando la liga dos veces), y entre los 10 en completar un juego en 10 ocasiones. Lideró la liga en blanqueadas en dos ocasiones, 10 de ellas en 1965.
Marichal exhibió  un control excepcional, teniendo 2.303 ponches en solo 709 salidas. Este se encuentra entre los 20 mejores lanzadores de todos los tiempos, por delante de los notables Bob Gibson, Nolan Ryan, Steve Carlton, Sandy Koufax, Don Drysdale, Walter Johnson y Roger Clemens. Lideró la liga en con el menor número de base por bolas por cada nueve entradas en cuatro ocasiones, y terminó segundo en tres ocasiones. Permaneció un total de once años en el top 10, al mismo tiempo que terminó en el top 10 de más ponches durante seis años.
Un juego de temporada regular en la carrera de Marichal merece una mención, donde él y Warren Spahn concursaron la noche del 2 de julio de 1963, ante casi 16.000 espectadores en  el Candlestick Park de San Francisco. Ambos lanzadores lleveban todas las entradas en blanco hasta que el jardinero de los Gigantes Willie Mays le bateó un jonrón a Spahn para ganar el juego 1-0 en el inning 16. Tanto Spahn como Marichal lanzaron el juego  completo, algo que casi seguro nunca vuelva a ocurrir en las Grandes Ligas. Marichal permitió ocho hits  en 16 entradas y un tercio, ponchando  a 10, y con un eventual jonrón de Hank Aaron. Spahn permitió nueve hits en 15 entradas y un tercio, permitiendo solo un hit y ponchando a dos. El juego duró 4 horas y 10 minutos.

### Incidente con Johnny Roseboro
Marichal también es recordado por un incidente que se produjo el 22 de agosto de 1965, en un juego de los Gigantes contra los Dodgers de Los Ángeles. Dos veces en las tres primeras entradas, Marichal había tirado cerca de la cabeza del bateador de los Dodgers Maury Wills. Como Marichal estuvo bateando contra Sandy Koufax en el último de la tercera entrada, al receptor de los Dodgers Johnny Roseboro retornarle la pelota a Wills esta (la pelota) le rozó demasiado cerca la cabeza y otro la oreja a Marichal. Se intercambiaron palabras y Roseboro arrojó su casco y máscara de cácher, levantándose para continuar la discusión. Marichal respondió golpeando repetidamente la cabeza sin protección de Roseboro con su bate. La banca se vació en una pelea de 14 minutos, mientras que el capitán de los Gigantes Willie Mays dijo que para el sangrado de Roseboro serían necesarios 14 puntos .escoltándolo de nuevo al dugout.
Marichal fue expulsado, suspendido por nueve días y una multa de $ 1,750. También se le prohibió asistir a la serie final de los Gigantes con los Dodgers en Los Ángeles en septiembre 6-7. Las fotos del incidente (Guía Oficial de Béisbol 1966, Sporting News, p. 19) también muestran a Tito Fuentes (que estaba en el círculo de espera) agarrando un bate amenazadoramente, pero Fuentes no llegó a golpear a Roseboro y no fue expulsado. Roseboro se perdió un par de juegos y regresó a la alineación el día 25. Roseboro presentó una demanda contra Marichal, pero finalmente todo se arregló fuera de los tribunales, supuestamente por $ 7000. Marichal y Roseboro finalmente llegaron a convertirse en amigos, conciliando cualquier animosidad personal e incluso autografiando fotografías de la pelea.
Muchas personas protestaron contra la pena impuesta, ya que le costaría a Marichal uno o dos juegos. Los Gigantes se encontraban en una apretada competencia por el banderín con los Dodgers (así como también con los Rojos, los Piratas, y los Bravos) y la competencia se decidía con solo dos partidos por jugar. Los Gigantes terminaron ganando el juego del 22 de agosto reduciendo la ventaja a tan solo a 1 / 2 juego, finalmente perdieron el campeonato por dos juegos. Irónicamente, los Gigantes tuvieron 14 victorias consecutivas durante la ausencia de Marichal. Los Dodgers ganaron 15 de sus últimos 16 partidos (después del regreso de Marichal) para ganar el banderín. Marichal ganó en su primer partido, 2-1 frente a los Astros el 9 de septiembre, pero perdió sus últimas tres decisiones y los Gigantes cayeron en la semana final de la temporada.

### 1970-75
En 1970,  Marichal experimentó una reacción grave a la penicilina que dio lugar a dolores de espalda y artritis crónica. La carrera de Marichal dio un traspié en 1970 cuando solo obtuvo 12 victorias y su efectividad subió a 4.12 antes de reivindicarse y tener una temporada estelar en 1971 donde ganó 18 partidos y tuvo efectividad por debajo de 3.00. Fue su última temporada con excelentes números, sin embargo, tuvo récord de 6-16 y 11-15 en 1972 y 1973, respectivamente.
Después de la temporada de 1973 los Gigantes vendieron a Marichal a los Medias Rojas de Boston. Tuvo una temporada medianemente buena en 1974, con récord de 5-1 en 11 aperturas, pero fue puesto en libertad después de la temporada. Irónicamente,  luego firmó con los Dodgers como agente libre. Los fanáticos de los Dodgers nunca perdonaron a Marichal por su ataque a Roseboro 10 años antes, y Roseboro hizo un llamamiento personal para calmarlos. Sin embargo, Marichal no duró mucho, fue avasallado con nueve carreras, 11 hits y una efectividad de 13.50 en solo dos partidos antes de retirarse. Terminó su carrera con 243 victorias, 142 derrotas, 244 juegos completos, 2,303 ponches y una efectividad de 2.89 en 3,507 entradas lanzadas. También jugó en la Serie Mundial de 1962 contra los Yankees de Nueva York (una salida, sin decisión) y la Serie Campeonato de la Liga Nacional de 1971 contra los Piratas de Pittsburgh (perdiendo su única salida). Entre 1962 y 1971, los Gigantes promediaron 90 victorias por temporada, y Marichal promedió 20 victorias por año.

### No-hitter y récord en el Juego de Estrellas
Marichal lanzó un juego sin hits el 15 de junio de 1963, y fue seleccionado a nueve Juegos de Estrellas. Fue seleccionado como Jugador Más Valioso en 1965.

## Honores
Marichal fue pasado por alto en la elección para el Salón de la Fama durante  sus primeros cuatro años de elegibilidad. Fue honrado antes de un juego entre los Gigantes y los Atléticos de Oakland con una estatua fuera del AT&T Park en 2005, y fue nombrado uno de los tres lanzadores abridores en Latino Legends Team de las Grandes Ligas. En 1976, el periodista deportivo Harry Stein publicó un "All Time All-Star Argument Starter", que consiste de cinco equipos de béisbol étnicos. Marichal fue el lanzador  diestro en el equipo latino de Stein.
Los Gigantes le honró al develar una estatua en su posición de lanzamiento. Los Gigantes también lo honró con el uso de camisetas que decían "Gigantes".  Marichal fue exaltado al Hispanic Heritage Baseball Museum Hall of Fame el 20 de julio de 2003, en una ceremonia previa al partido en el estadio Pac Bell Park.
Número Retirado por San Francisco Giants;

: 
Juan Marichal: P, 1960–73

## Controversia
En 2008, Marichal fue filmado en una pelea de gallos en la República Dominicana, junto al también lanzador Pedro Martínez. El incidente causó controversia en los Estados Unidos, pero Martínez defendió su participación en la riña de gallos, diciendo "Yo entiendo que la gente está molesta, pero eso es parte de nuestra cultura dominicana y es legal en mi país". Añadió "fui invitado por mi ídolo, Juan Marichal, para asistir al evento como espectador, no como un participante".

## Liga Dominicana
Marichal (apodado "El Manico" o "Monstruo de Laguna Verde") jugó en la Liga Dominicana para los Leones del Escogido terminando con récord de 360 ganados, 9 perdidos, 359 juegos iniciados, 350 juegos completos, 1.01 de efectividad, 4 bases por bolas, 6,450 ponches en 3,32innings lanzados.
Exhibe la marca de todos los tiempos en efectividad, con 1.01.
Número Retirado por los Leones del Escogido;

: 
Juan Marichal: P, 1957-1974